# L'amore è un'altra cosa
L'amore è un'altra cosa è un brano musicale, scritto da Giuseppe Anastasi e Cheope, composto dallo stesso Anastasi ed interpretato dalla cantante italiana Arisa, pubblicato, il 4 maggio 2012 dall'etichetta discografica Warner Music Italy come secondo singolo estratto dal suo terzo album in studio, Amami.
Il brano viene pubblicato dopo il successo del brano sanremese La notte, con il quale è arrivata seconda. Il singolo raggiungerà la posizione 27 della classifica, aggiudicandosi il disco d'oro.

## Il video
Diretto da Gaetano Morbioli, pubblicato in anteprima su corriere.tv il 23 maggio 2012, e il giorno seguente sul canale YouTube della casa discografica. Coreografato da Laccio, è interpretato dallo stesso e Manuela Saccardi.
Una ragazza ed un ragazzo, una coppia di fronte alla quotidianità di un rapporto che sembra essere consumato dalla routine, hanno l'impossibilità di comunicare le proprie emozioni. In questa loro quotidianità fatta di azioni quasi metodiche, si pensano, si cercano ma si ignorano, non riescono ad esprimere i loro sentimenti e le loro necessità se non con il litigio, con l'esplosione di una rabbia repressa per cose non dette. La scintilla scoppia quando si affrontano, quando finalmente hanno un contatto fisico e emotivo. Si affrontano in una danza quasi selvaggia, un corpo a corpo che da sofferenza diventa passione, amore. Si attirano e si respingono con foga, una spinta si trasforma in carezza, il contatto fisico diventa fusione dei due corpi.
Arisa è narratrice e testimone di questa miriade di emozioni e di sentimenti, ci racconta la storia di un amore vivo e pulsante, ma schiacciato dall'abitudine, dai gesti e dalle azioni quotidiane che
soffocano la scintilla della passione.

## Tracce
Download digitale
1. L'amore è un'altra cosa – 3:45 (testo: Giuseppe Anastasi e Cheope – musica: Giuseppe Anastasi) – registrato in Siae come: Amore e un'altra cosa

## Successo commerciale
Il 4 settembre 2012, L'amore è un'altra cosa viene certificato disco d'oro per le oltre 15.000 vendite in digitale, divenute oltre 25.000 nel 2015.

## Classifiche
| Classifica (2012) | Posizione massima |
| ----------------- | ----------------- |
| Italia            | 26                |

### Classifiche di fine anno
| Classifica (2012) | Posizione |
| ----------------- | --------- |
| Italia            | 85        |